# Планинська Вас (Шентюр)
Планинська Вас (словен. Planinska vas) — поселення в общині Шентюр, Савинський регіон, Словенія. 
Висота над рівнем моря: 549,7 м.